# Johann Christoph Knöffel
Johann Christoph Knöffel (Oelsa, 1686 – Dresda, 10 marzo 1752) è stato un architetto tedesco.

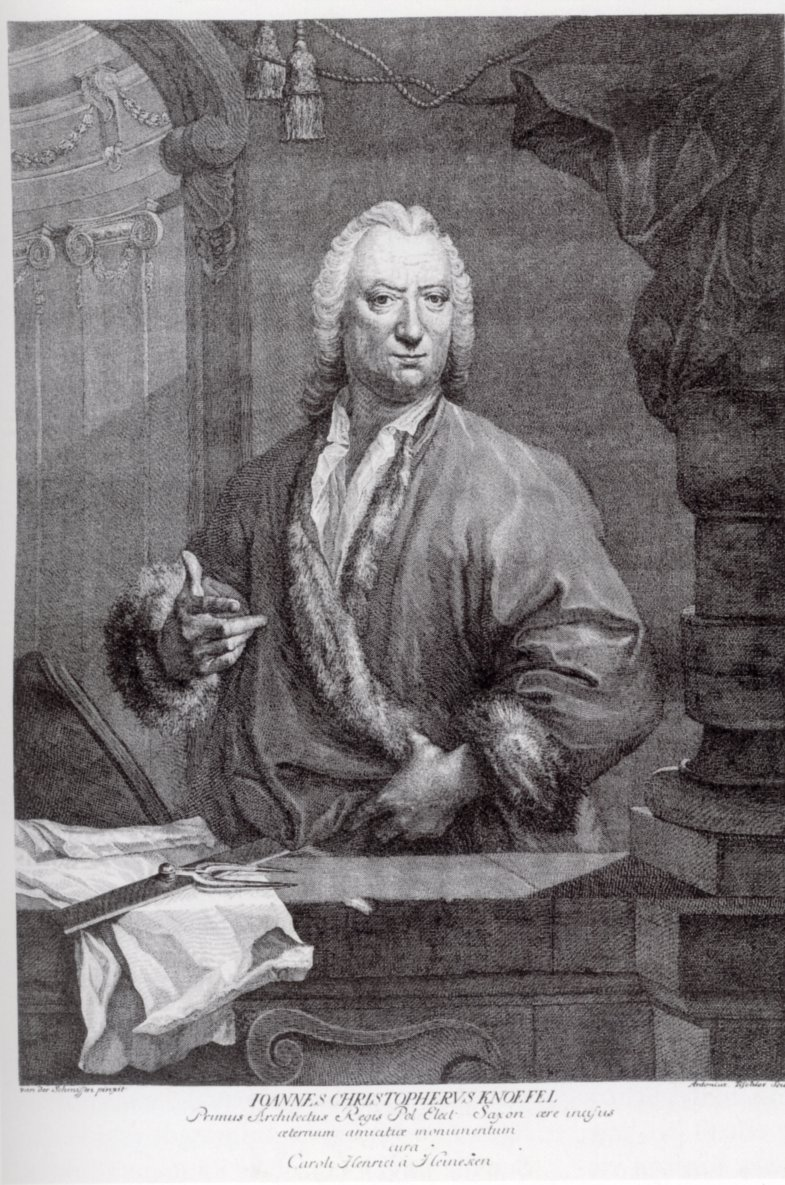
Ritratto di Johann Christoph Knöffel di Antonius Tischler

È considerato il fondatore del rococò sassone.

## Biografia
Era il figlio del maestro muratore Johann Benedikt Knöffel, che fu coinvolto nella costruzione della Dreikönigskirche a Dresda, e di sua moglie Anna Maria. Dopo solo un breve periodo di studio, Knöffel divenne apprendista del collega di suo padre, Johann Christian Fehre. All'età di 20 anni, entrò nella corporazione dei muratori, nel 1706. 
Intorno al 1708 ottenne un incarico, non retribuito, nell'autorità edile di Dresda. Solo due anni dopo gli fu concessa la qualifica e un salario. Integrò le sue conoscenze ed esperienze pratiche di costruzione con uno studio intensivo e da autodidatta dell'architettura. 
La sua prima opera come architetto, nel 1719/20, fu la progettazione dell'intero complesso di Schloss Großsedlitz e del giardino per il conte imperiale August Christoph von Wackerbarth, direttore generale di Augusto il Forte e capo dell'autorità edile di Dresda. Nel 1722 fu promosso a capomastro e sei anni dopo passò a terzo capomastro, accanto a Zacharias Longuelune e Matthäus Daniel Pöppelmann. 
Knöffel continuò lo stile sviluppato da Pöppelmann, ma lo combinò con elementi francesi del barocco classico, che Longuelune aveva introdotto a Dresda dal 1713. L'eleganza e la raffinatezza estetica della lesena di Knöffel corrispondono allo stesso tempo al razionalismo dell'illuminismo e al rococò contemporaneo francese. Il Kurländer Palais, costruito tra il 1728 e il 1729 per il conte Wackerbarth, è considerato la sua opera principale in questo senso, e allo stesso tempo il primo edificio rococò di Dresda. 
Nel corso degli anni, Knöffel divenne sempre più l'assistente di Pöppelmann, e quando questi lasciò la direzione dell'autorità edile nel 1734, anche il suo successore, per motivi di età. Durante questo periodo, lavorò principalmente per il Primo ministro sassone Heinrich von Brühl, oltre che per alcuni altri committenti. Per conto di Brühl, costruì le glorie della Brühlsche Terrasse . 
Nel 1738 sposò Christine Eleonore Stenger, una nipote del suo predecessore Pöppelmann, a Dresda. Con lei ebbe una figlia e un figlio. 
Quando Jean de Bodt morì nel 1745, successore di Wackerbarth come direttore generale degli edifici civili e militari, l'intera autorità fu ristrutturata e modernizzata. Successivamente, Knöffel venne incaricato della gestione di questo nuovo ufficio e delle costruzioni civili, incarico che ricoprì fino alla fine della sua vita. 
Knöffel morì a Dresda nel 1752 e fu sepolto al Johanniskirchhof. La sua tomba non è sopravvissuta. Il suo successore, nel 1752, fu il suo allievo Julius Heinrich Schwarze, che completò la costruzione della Cattedrale della Santissima Trinità a Dresda. Nel 1762, Schwarze convertì l'ex edificio residenziale di Knöffels nel Coselpalais.

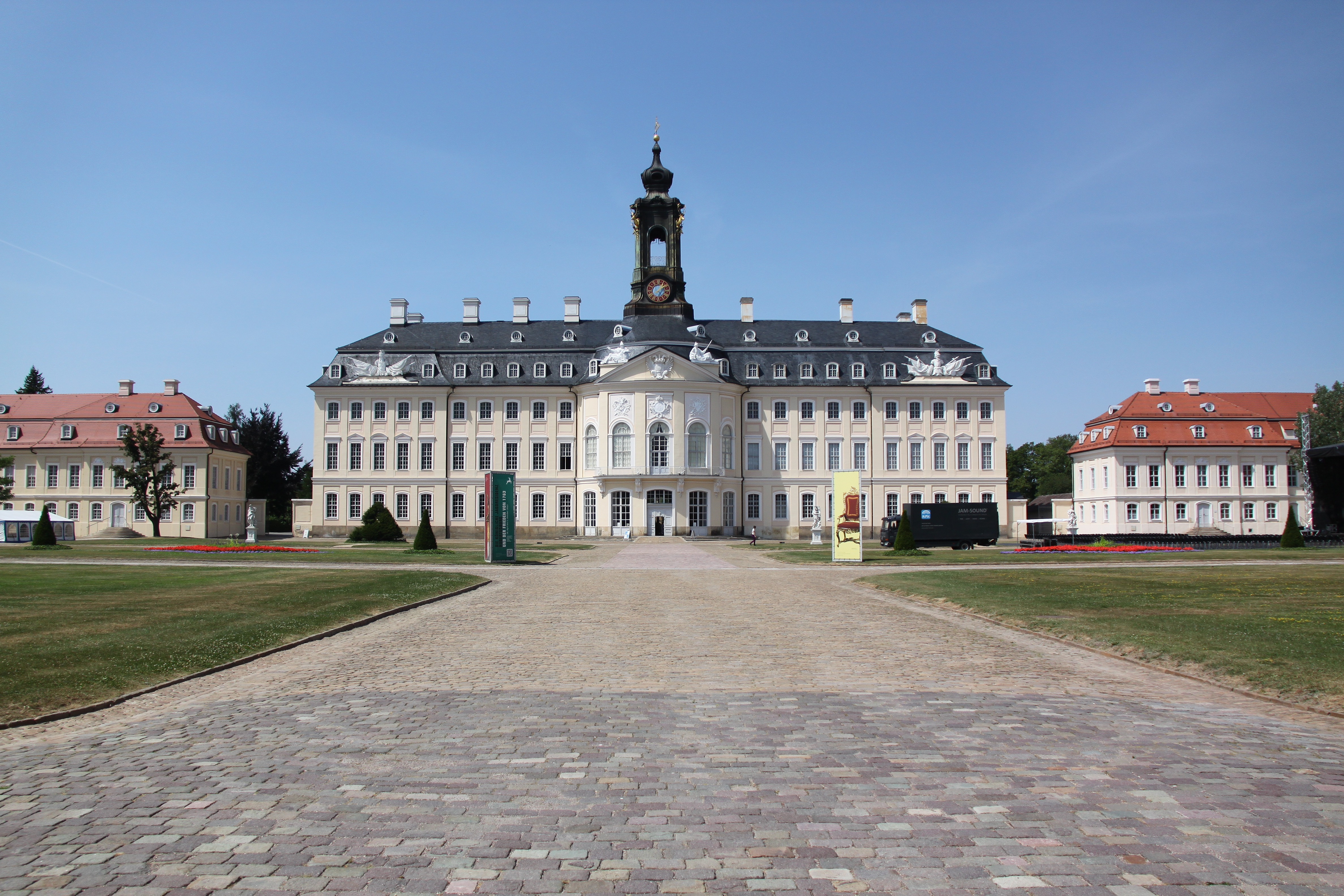
Castello di Hubertusburg